# (1423) Jose
(1423) Jose – planetoida z pasa głównego asteroid okrążająca Słońce w ciągu 4 lat i 308 dni w średniej odległości 2,86 au. Została odkryta 28 sierpnia 1936 roku w Observatoire Royal de Belgique w Uccle przez Josepha Hunaertsa. Należy do rodziny planetoidy Koronis. Nazwa planetoidy pochodzi od Giuseppiny Bianchi (Jose), zmarłej córki Emilio Bianchiego, włoskiego astronoma. Przed nadaniem nazwy planetoida nosiła oznaczenie tymczasowe (1423) 1936 QM.